# Alte Burg (Altenstein)
Die Alte Burg ist ein frühmittelalterlicher Ringwall zwischen Altenstein und Lichtenstein im Markt Maroldsweisach im unterfränkischen Landkreis Haßberge in Bayern. 

## Geographische Lage
Die Wallanlage liegt auf einem 405 m ü. NN hohen felsigen Vorsprung am Nordhang eines Höhenzuges der fränkischen Haßberge, der auch die nahen, hochmittelalterlichen Burgen Altenstein, Lichtenstein, Rotenhan und Teufelsstein trägt. Nur etwa 150 Meter östlich entfernt liegt ein weiteres, ebenfalls als Alte Burg bezeichnetes Bodendenkmal im Wald.

## Beschreibung
Die als frühmittelalterlich gedeutete mittelgroße (ca. 115 × 150 Meter) Wallburg ist nach Nordosten und Südosten durch einen Steilhang gesichert und wird von einer in Resten erhaltenen Sandsteinmauer umlaufen. Diese Mauer besteht aus mörtellos übereinander gelegten Sandsteinquadern und steckt größtenteils in einem außen bis zu fünf Meter hohen Wall. Ein kurzes Stück der Ringmauer wurde im Süden freigelegt, auch am Steilhang befinden sich noch einige gut erhaltene Reste.
Dem Wall ist ein etwa fünf Meter breiter, noch ein bis eineinhalb Meter tiefer Graben vorgelagert. Die innere Wallhöhe beträgt bis zu zwei Meter. Das Tor liegt im Nordwesten, der Wall biegt an dieser Stelle zangenförmig nach innen, die nördliche Flanke ist nasenförmig vorgeschoben.
Ein ungefähr 50 Meter langer Burggraben im Innern der Burg wird als Rest einer älteren Vorgängeranlage angesehen. Dieser Innengraben ist nur noch etwa einen halben Meter tief, drei Meter breit und verläuft von Norden nach Süden.

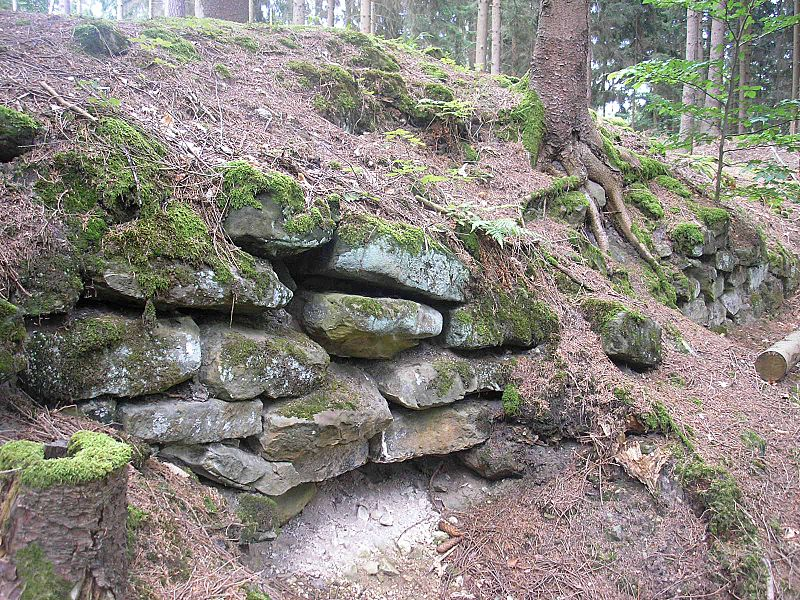
Das freigelegte Mauerstück von außen

Die Wallanlage wurde 1964 archäologisch untersucht, die Vermessung durch Eugen Ixmeier vom Bayerischen Landesamt für Denkmalpflege erfolgte 1970. Die topographische Aufnahme wurde 1979 publiziert (siehe Literatur). 
Im Frühjahr 2007 wurde der Ostteil des Bodendenkmals durch einen Windbruch und die anschließenden Aufräumarbeiten beeinträchtigt. Hierbei kam es auch zu einigen Substanzverlusten freiliegender Mauerteile.
Das Bayerische Landesamt für Denkmalpflege verzeichnet das Bodendenkmal als Ringwallanlage des frühen Mittelalters unter der Denkmalnummer D 6-5830-0007.

## Geotop
Die Sandsteine, auf dem die Burg steht, bilden den Gipfelbereich der Bergkuppe und rutschen teilweise auf den darunterlagernden Ton- und Tonmergelsteinen der Feuerletten hangabwärts. Durch aufwendige Sanierungsmaßnahmen wird versucht, dem weiteren Verfall der Ruine entgegenzuwirken. Die Felsen sind vom Bayerischen Landesamt für Umwelt als Geotop 674A010 ausgewiesen. Siehe auch Liste der Geotope im Landkreis Haßberge.
Das Geotop ist als Teil des Burgenkundlichen Lehrpfades Hassberge mit Hinweistafeln versehen.